# 智能電視
智能電視機（英語：Smart television），又稱智能電視，是以传统电视的基础結合網際網路技术的电视机。智能電視可以執行完整的作業系統，並含一個軟體平台，可以供應用軟體開發者開發他們自己的軟體在此運行，可以在上面实现各式多媒體功能。目前智能電視多搭載Android系統。智能电视是对传统平板电视、计算机、机顶盒的整合。此外，传统电视、机顶盒通过传统电视网络所能提供的功能，智能电视也可通过互联网提供。
在智能电视中，预装有操作系统及部分应用软件。这些软件可通过智能电视官方渠道、应用商店渠道及其它第三方渠道更新，也可通过这些渠道获得新的应用，这一点有点类似于现在的智能手机。
智能电视还可以连接诸如机顶盒、蓝光播放机、游戏机、机顶盒、酒店电视系统、视频输出设备等外部设备。用户可以利用这些设备通过互联网、传统电视网络、外部存储设备等发现并观看更多的视频、图片等信息。

## 定义
智能电视是集合互联网功能或机顶盒功能的电视机，可以提供比传统电视强大的计算能力和丰富资源。因为智能电视相当于在传统电视机中内置一台计算机，所以它可以在指定的操作系统平台下安装并运行更强大的应用程序。智能电视运行完整的操作系统软件，为应用开发者提供平台。
智能电视或中间设备拥有与之对应的公共软件开发工具包同时 / 或者原生开发工具包，供第三方应用开发者开发与之对应的第三方应用。用户则可以通过应用商店安装或卸载应用。公共软件开发工具包可以让第三方应用开发公司及其他交互式应用开发者，只需一次编程就可以在所有兼容的智能电视或中间设备上运行，而无需考虑硬件厂商。
智能电视传送来自其它计算机的或网络附加存储设备的内容（比如图片、视频、音乐）使用的是数字生活网络联盟 / 通用随插即用媒体服务器、或使用类似Windows Media Player的程序、或网络附加存储设备、或通过iTunes。智能电视还可以通过互联网提供传统电视节目、视频点播、电子节目指南、交互式广告、个性化服务、在线投票、游戏、社交网络及其它多媒体应用。这些应用程序包括Netflix、Spotify、YouTube和亚马逊。

## 历史
20世纪80年代初，智能电视接收机被引入日本。在电视接收机上增加一个集成电路存储器和一个字符发生器，使日本观众能接收通过电视网络传输、独立于传统电视信号的程序与信息。
1994年，公布一项有关智能电视的专利，并与次年延期，其通过数字或模拟网络与数据处理系统连接。除了可以连接到数据网络之外，一个关键问题是它能够根据用户需求自动下载必要软件并处理需求。2000年代末2010年代初，逐漸普及的数字电视技术促進智能电视的发展；2015年，各大电视制造商宣布，他们将只制造面向中高端市场的智能电视。至2010年代末，智能电视已成为市場上主要的电视机产品。2016年初，AC尼爾森的一份报告称，年收入超过7.5万美元的人群中，29% 拥有智能电视。

## 特征
智能电视能访问用户生成的内容（可以存储在外部硬盘或云空间中），并且提供交互式服务和互联网应用，比如YouTube和一些使用流媒体技术的应用。智能电视设备通过将来自互联网的信息与来自传统电视提供商的内容结合，让用户通过点播或直播方式收看节目，不同於單向傳輸的傳統电视。部分智能电视设备支持诸如有机用户界面、自然用户界面等互動式功能。比如LG和PaymentWall合作开发的系统，允许消费者通过智能电视、笔记本电脑、平板电脑或智能手机访问购买的应用程序、电影、游戏等。

## 應用

### 社交网络
一些智能电视可以通过预装或用户自行安装相关应用实现社交网络技术。这些社交网络应用在多数智能电视和家庭剧院个人电脑（英文缩写：HTPC，英文全称：Home Theater Personal Computer）可以和其它设备进行多屏互动，同时可以提供比以前更多的影视资源。

### 广告
一些智能电视能够推送交互式广告、根据用户定位而推送的本地化广告、与视频点播相伴的广告等，通过这种方式提高广告收视率、促进电视购物。此种双向的数据流意味着智能电视可被用于收集用户的個人習慣和偏好資料，这些涉及个人隐私的数据传输很难通过设置关闭，传统的安全措施不足，易给黑客制造机会。

### 安全性
有证据表明智能电视容易遭到黑客入侵。一些严重的安全漏洞已经被发现，恶意代码未经授权访问尝试入侵，並得以成功运行。可以确认的是，根（root）权限相當容易获取，一旦获取便可进行诸如静默安装恶意软件、非法远程控制设备、窃听（通过摄像头）、窃视（通过麦克风）、盗取隐私数据等駭客破坏活动。普通的环形天线可以设置为双向传输通道，能够上传数据而不仅仅是接收数据。截止至2012年，计算机安全工作者已经发现市面上的多个系列的智能电视存在允许黑客非法获取根权限的漏洞。
更新版本的智能电视杀毒软件已在开发中，多家杀毒软件厂商已经进军数字电视杀毒领域。比如智能电视杀毒软件——Neptune，这是一款由守护使（Sophos）杀毒的合作伙伴海洋之蓝软件（英文原文：Ocean Blue Software）开发的基于云安全技术的杀毒软件。另外，杀毒软件公司Avira（小红伞）已经与数字电视测试机构Labwise联手开发软件，以防范潜在的攻击。三星智能电视的隐私政策被称为「欧威尔主义」（指乔治•欧威尔和他在1984年描绘的反乌托邦式的持续监控横行的世），由于担心被窃听，它被比作电幕。
由於黑客可能滥用智能电视的功能，比如通过与之相关的开源渠道不安全的连接互联网，黑客借此推送广告、窃取密码、IP地址（互联网协议地址）数据、支付信息等。美国电子科技企业Vizio曾因窃取用户个人隐私信息而被曝光，这些代号为Vault 7，日期为2013年至2016年的机密文件，包括有关中情局软件能力的细节，比如对智能电视进行黑客攻击的能力。

### 访问限制
网站可以控制包括智能电视在内的所用网络设备能否访问该网站或在不同的设备上对同一网站展示不同的内容。自2010年10月谷歌电视系统推出以来，支持谷歌电视系统的设备被美国全国广播公司、美国广播公司、CBS和Hulu禁止访问它们在互联网上的内容。谷歌电视设备也被禁止访问派拉蒙全球子公司提供的任何节目。

### 可靠性
三星高端智能电视在软件升级后曾至少停止工作七天，原因在于三星向用户推送了问题固件。软件提供商很少会更新智能电视软件，比如Netflix的最新版更新就不支持旧版智能电视。

## 平台
智能电视技术和与之配套的软件仍在发展，目前已经有闭源和开源软件框架可供使用。它们可以运行应用程序（有时可以通过“应用商店”这一数字发布平台），具有交互式多媒体、社交网络特征。
Android TV、Boxee、火狐操作系统、Frog、谷歌电视、Horizon TV、httvLink,、Inview、Kodi Entertainment Center、MeeGo、Mediaroom,、OpenTV,、Opera TV,、Plex,、Roku,、RDK(Reference Development Kit)、智能电视联盟（英文原文：Smart TV Alliance）, ToFu Media Platform,、Ubuntu TV以及雅虎智能电视这些平台均由私立机构进行管理。混合广播宽带电视（HbbTV）由混合广播宽带电视协会（英文原文：Hybrid Broadcast Broadband TV association）、CE-HTML是 面向消费类电子产品的网络（英文缩写：Web4CE）的一部分、开放互联网电视论坛（英文缩写：OIPF，英文全称：Open IPTV Forum）是混合广播宽带电视的一部分，还有Tru2way商业化的软件开发平台。当前智能电视平台的供应商主要有亚马逊、苹果、谷歌、海尔、海信、日立、Insigna、LG、微软、美国网件、松下、飞利浦、三星、夏普、索尼、TCL、CAIXUN、SANSUI、SMART-TECH、东芝、Sling Media、西部数据等。其中索尼、松下、三星、LG、 Roku TV是在多家排名机构排名比较靠前的品牌。